# Sundstorget

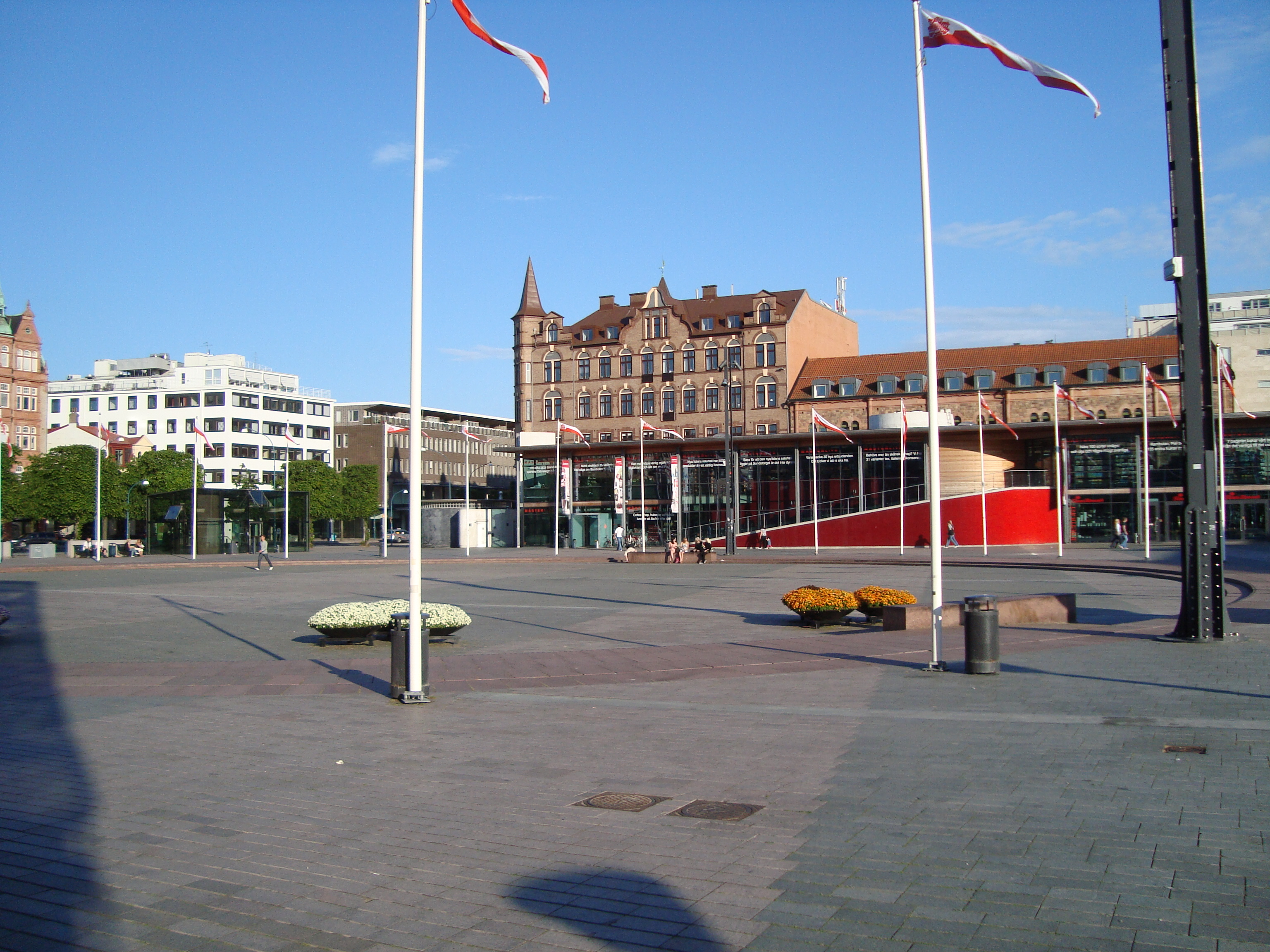
Sundstorget.

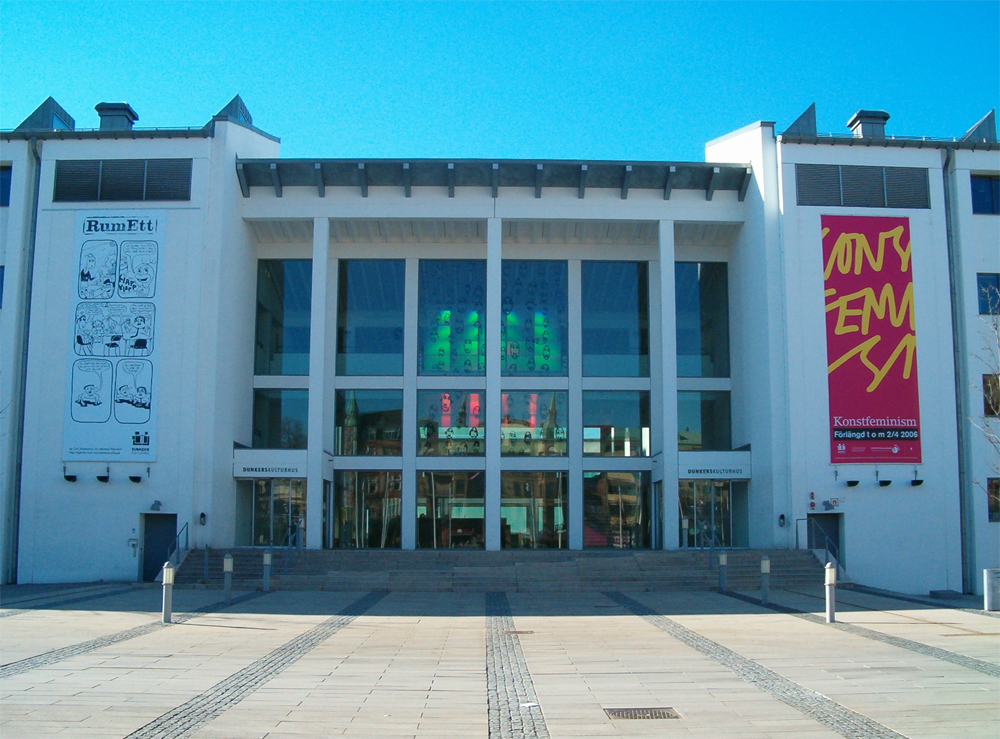
Dunkers kulturhus fasad mot Sundstorget.

Sundstorget är ett torg i närheten av Norra hamnen i Helsingborg, som anlades 1865, men kom inte att bli kringbyggt förrän runt sekelskiftet 1900. Torget gestaltades om 2004 och man byggde ett underjordiskt parkeringsgarage i två våningar och en saluhall. I anknytning till torget ligger även Dunkers kulturhus och ett antal restauranger.

## Arkitektur
Torgets gränser utgörs i öster av Drottninggatan och i väster av Kungsgatan, medan det i norr och söder avgränsas av byggnader. Det består av en stor öppen plats, beklädd med betongplattor i två olika nyanser. I torgets mitt finns en stor, något nedsänkt, cirkel som runt hela sin omkrets kantas av 33 stycken flaggstänger. Torgplatsen domineras i söder av en glaspaviljong som hyser nedfart till det underjordiska parkeringsgaraget i form av en betongkonstruktion klädd i röd mosaik mot torget. Mot Drottninggatan finns ytterligare två mindre glaspaviljonger som fungerar som entréer till parkeringen. Bakom dessa avskärmas torget ytterligare från gatan av en trädrad. I torgets sydöstra hörn, mellan den större byggnaden och den sydligaste mindre finns en rund underhållsbyggnad i svart betong. Torgets västra sida domineras av Dunkers kulturhus med dess monumentala entré, men i övrigt något återhållsamma fasad. Den äldre arkitekturen i norr och i söder, bakom glaspaviljongen, ger ett utmärkt exempel på förra sekelskiftets monumentalarkitektur i Helsingborg.
Det underjordiska parkeringsgaraget är utformat i två våningar och skapat med målsättningen att miljön ska vara så ljus och inbjudande som möjligt. Detta har åstadkommits bland annat genom fyra tunna slitsar och ett antal runda öppningar av härdat opakt glas, som fungerar som ljusinsläpp från torget ovan. Förutom detta förs ljus ner i parkeringsutrymmena genom de två entrépaviljongerna i glas där väggen nedanför dessa är klädd med oregelbundet formade speglar, liknande sådana som finns i spegelhus på nöjesfält, för att reflektera ner ljus.

## Torgliv
Efter ombyggnaden har kritik förts fram om att Sundstorget skulle vara alltför öde och händelselöst. Förslag har kommit om torghandel och omvandling till skridskobana under vintern. Torget används däremot till en del arrangemang, till exempel som en av musikscenerna under Helsingborgsfestivalen, samt för olika konstnärliga utställningar. Torgets nordliga sidas solfasad har även blivit en populär plats för uteserveringar under sommaren, vilket det flertal av restauranger som ligger där drar nytta av. Bland de restauranger som bedriver verksamhet på torgets nordsida kan nämnas den i Helsingborg klassiska kinarestaurangen China Town samt Lagmark Gastronomi, som drivs av kocken Torbjörn Lagmark.

## Historia
När Helsingborgs stad började expandera under industrialismen vid 1800-talets andra hälft började man från stadens sida se behovet av att bygga ut den centrala stadsbebyggelsen. Ett första steg i detta var anläggandet av de två paradgatorna Drottninggatan och Järnvägsgatan, som till stor del var placerade på utfyllnadsmark i Öresund. Gatorna tillkom i och med ingenjör Georg Gustafssons stadsplan från 1859. Väster om gatorna hade Gustavsson placerat en kvartersbebyggelse enligt tidens ideal med rutnätskvarter och mellan dessa hade han tänkt sig att mindre parker skulle placeras. Vid 1860-talets början beslutade Helsingborgs stad att uppdatera sina kartor och i och med detta togs ännu en plan fram för området, denna gång av löjtnanten i Väg- och vattenbyggnadskåren Wilhelm Gagner. Denne lade 1865 fram en plan, men nu hade parkerna försvunnit och istället hade han lagt ut ett torg strax väster om Drottninggatan, vilket kom att bli Sundstorget. 
Utbyggnaden av de nya kvarteren gick däremot trögt. Man hade planerat ytterligare byggnader väster om Kungsgatan, som löpte längs torgets västra sida, men på 1880-talet drogs istället Skåne–Hallands Järnväg in denna väg genom staden. En av de första byggnaderna vid torget var stadens första elverk, byggt 1891, som låg i en liten envåningsbyggnad på torgets sydvästra sida med texten "Elektrisk station" på fasaden. Det var inte förrän vid sekelskiftet som bebyggelsen kring torget blev fullt utbyggd. Särskilt två arkitekter påverkade hur miljön kring Sundstorget kom att se ut: den stockholmsfödde Alfred Hellerström, som senare kom att bli stadsarkitekt, och helsingborgsarkitekten Ola Anderson. 1897 på börjades en byggnad i torgets sydöstra hörn, ritad av Andersson, som stod klar 1900. Samma år ersattes elstationen med en ny och större byggnad, Helsingborgs stads elektricitetsverk, ritad av Hellerström., som även ritade den 1901 färdigställda Saluhallen längs torgets västra sida. 1902–1903 bebyggdes torgets nordöstra sida med två byggnader, där de båda arkitekterna ritade en var och slutligen en byggnad i torgets nordvästra hörn, byggd 1906–1907 och ritad av Andersson. 1914 kompletterades elverket med en tillbyggnad.
I och med byggandet av Saluhallen tog Sundstorget över Stortorgets roll som handelstorg och det var numera här som man höll marknad i staden, medan Stortorget istället blev stadens paradtorg. Torget kallades vid denna tid för Salutorget efter saluhallen, som låg vid torget fram till 1966, då den revs efter att ha blivit utdömd av hälsovårdsmyndigheten. Då upphörde även torgverksamheten och torget utnyttjades mest som parkering, medan dess västra sida utgjordes av magasinsbyggnader och silos i anknytning till Norra hamnen, samt banområde för tåg till Helsingborg F (Färjestationen). Denna miljö fortsatte fram till 1990-talet då man beslutade att gräva ner de norrgående spåren och i och med detta omvandla Norra hamnen till ett bostadsområde. Detta stod klart 1999 och nu hade torget en kort tid då det låg helt öppet ut mot Öresund fram till 2002 då torget fick en ny västfasad i och med uppförandet av Dunkers kulturhus. Samma år lades en plan fram för ombyggnad av torget. I denna skissade man förslaget till parkering under jord, uppförandet av en mindre byggnad som skulle fungera som saluhall och återinförande av torgverksamhet. Det nya torget stod klart 2004 efter ritningar från landskapsarkitekten Sven-Ingvar Andersson, medan det underjordiska garaget ritades av Michelsen Arkitekter och byggnaden av Wikerstål Arkitekter. 2005 fick bygget Region Skånes arkitekturpris med motiveringen: 
| ” | Det öppna torgrummet binder ihop den nya bebyggelsen i Norra Hamnen med centrum och är en naturlig länk för gående. Torgets öppna rum tillåter rörelser i alla riktningar. Den lilla men distinkta försänkningen och den starka cirkelformen förstärker med mycket små medel upplevelsen av rummet och bidrar till att skapa ett kraftfullt och storslaget rum i staden. | „ |